# Чачба, Сафар-бей
Георгий II Чачба (Сефер-бей, при рождении Сафар-Али-бей Чачба, вариант транскрипции Сафар-Али-бек; ум. 7 февраля 1821) — абхазский князь в 1810—1821 гг. Младший сын Келеш Ахмед-бея Чачба.

## Биография
Был незаконорождённым сыном Келеш-бея от девушки по фамилии Лейба. В раннем возрасте был отправлен аманатом в Санкт-Петербург.
В 1808 году брат Сафар-бея, Аслан-бей Чачба, был обвинён в убийстве своего отца. Однако имеется версия о намеренном обвинении Аслан-бея в отравлении своего отца, в то время как убийство было организовано фактической главой Мегрельского княжества — Ниной Дадиани при поддержке российской военной администрации. После убийства Сафар-бей скрывался со своим младшим братом Ямубеем в соседнем Мегрельском княжестве. Там Сафар-бей обратился в православие под именем Георгий. С помощью мегрельского дворянства Сафар-бей безуспешно пытался захватить власть в Абхазии.
В 1809 году Шервашидзе подписал «всеподданнейшие просительные пункты», в которых попросил российского императора Александра I взять Абхазию под свою защиту, он отдавал себя и «всё находящееся в Абхазии в наследственное подданство … монарха всероссийского» при условии, что сам Сафар-бей станет новым правителем княжества. Несмотря на то, что владетелем был его брат Аслан-бей, а сам он находился в Мегрелии. В 1810 году просьба была удовлетворена, и Абхазия получила покровительство Российской империи, о чем свидетельствует Грамота (Манифест о присоединении), данная императором Александром I владетелю Абхазии князю Георгию Шервашидзе, в которой российский император заявил о признании государственности Абхазии и о распространении на неё протектората России.
После решающих побед во время второй русско-турецкой войны русские войска смогли изгнать протурецкую партию, а также оставшиеся турецкие войска из региона. 17 февраля 1810 года Александр I утвердил Сафар-бея Шервашидзе в качестве нового правителя Абхазии, а его брату Ямубею выделил земли в Букеевском ханстве .
Похоронен в церкви Успения Пресвятой Богородицы села Лыхны (Абхазия).

## Семья
Был женат на княжне Тамаре Дадиани, дочери владетельного князя Мегрелии Кации II (1757—1788). 
Сыновья владетельные князья:
- Дмитрий (Омар-бей) (1801—1822),
- Михаил (Хамуд-бей) (1805—1866),
- Константин (Хуршид-бей) (1813—1883),
- Александр (Сулейман-паша) (1818—1875).